# Johannes Esaias Nilson
Johannes Esaias Nilson, auch Johann Esaias Nilson (* 2. November 1721 in Augsburg; † vor 3. April 1788 ebenda) war ein deutscher Miniaturmaler, Zeichner und Kupferstecher des 18. Jahrhunderts aus der Künstlerfamilie Nilson.

## Leben
Von 1730 bis 1738 besucht Nilson das evangelische Gymnasium St. Anna in Augsburg. Der Zeugwart (Verantwortlicher für die Aufbewahrung und Instandsetzung von Kriegsgerät im Zeughaus), Ingenieur, Zeichner und Kupferstecher Johann Thomas Kraus (1696–1775) bildete ihn in den Grundlagen der Architektur sowie in der Perspektivlehre aus. Angeleitet durch die Eltern begann er mit der Miniaturmalerei. Daneben absolvierte er eine zeitlich undokumentierte Lehrzeit bei Hieronymus Sperling (1695–1777) und dessen Ehefrau Katharina Sperling (1699–1741). 
Noch ohne eigene Malergerechtigkeit (d. h. Zulassung der Zunft) war er seit 1741 Entwerfer für ansässige Kupferstichverlage, unter anderem bei J. G. Hertel.

„Auch Nilson konnte es sich nicht leisten, innerhalb des Augsburger Kunstbetriebs nur Maler zu sein. Die meisten seiner Zeitgenossen, unter ihnen der geniale Johann Evangelist Holzer, die Frescomaler Götz, (…) waren nebenher oder hauptsächlich Stecher und Radierer. Augsburg, das als Druckort und Kunsthandelsstadt seit der Renaissance eine gewichtige Tradition gebildet hatte, war im 18. Jahrhundert zum deutschen Hauptort des Kupferstechergewerbes herangewachsen. Die großen Kunstverlage (…) brauchten Entwerfer (…) ihrer vielfältigen Programme, bei denen Portrait, Andachtsbild, Schmuckblatt und Vorlagenblatt im Vordergrund standen.“

1752 erbte Nilson beim Tod des Vaters entsprechend den Zunftregeln sowohl dessen Handwerksbetrieb als auch die Zulassung zur eigenen Berufsausübung. Noch im selben Jahr gründete er seinen eigenen Kupferstichverlag. 1761 wurde er durch Karl Theodor von der Pfalz zum kurpfälzischen Hofmaler ernannt. Fünf Jahre später trat Nilson der katholischen „Kayserlich Franciscischen Akademie der freien Künste und Wissenschaften“ zu Augsburg bei, deren Präsident er 1778 wurde. Von 1769 bis zu seinem Tod 1788 war er evangelischer Direktor an der Augsburger Reichsstädtischen Kunstakademie.
Am 11. April 1788 starb Johannes Esaias Nilson. Die Beisetzung fand auf dem Protestantischen Friedhof in Augsburg statt, wo sein Grab erhalten ist.

## Familie
Nilson war ein Sohn des aus Göteborg in Schweden stammenden Malers Andreas Nilson (1690–1751) und der Miniaturmalerin Rosina Barbara Nilson, Witwe des Augsburger Malers Heinrich Miller.
1755 heiratete er die Malerin Rosina Catharina Crophius, die Tochter des Augsburger Stadtbibliothekars und Rektors von St. Anna, Philipp Jacob Crophius (1666–1742). Mit ihr hatte er sechs Kinder:
- Rosina Catharina (1755–1785), Zeichenlehrerin
- Michael †
- Friedrich †
- Barbara (1758–), heiratete den Verleger Xaver Huter
- Johann Jakob (1759–1826), Zeichenlehrer, heiratete M. Rosina Prechter[2]
- Christoph Andreas (1760–1833), Zeichenlehrer, Notar, Kunsthistoriker, verheiratet mit A. C. B. Morell

Die Söhne Christoph Andreas und Johann Jakob Nilson waren beide als Zeichenlehrer in St. Anna tätig. Aus Johann Jakob Nilsons Ehe gingen die beiden Illuministinnen Susanna Christina Johanna (1786–) und Catharina Christina Johanna (1791–) sowie der Zeichenlehrer Johann David Nilson (1799–1867) und der Aquatintastecher Wilhelm Johannes Esaias Nilson (1788–) hervor.
1764 heiratete Johannes Esaias Nilson die Künstlerin Eva Margarethe Schmid und nach deren Tod 1765 Susanne Schuhmacher. Letztere schenkte ihm den Sohn Johann Philipp Nilson (1770–1828). Dieser war in dritter Ehe mit Barbara Zink verheiratet, mit der er zwei Kinder hatte: den Sohn Christoph Friedrich (1811–1879) sowie die Tochter Louise (1812–1880).

## Werk

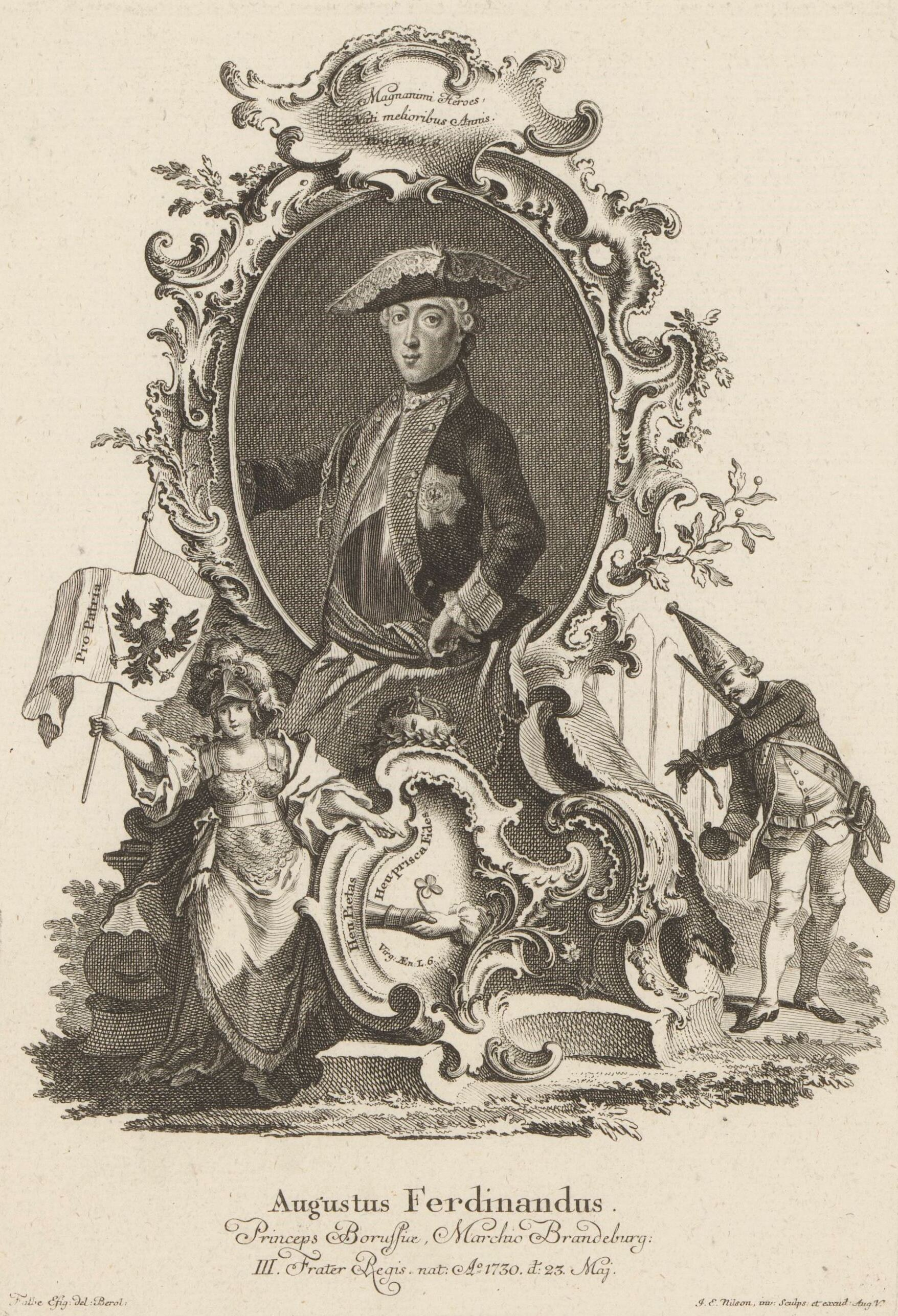
Johannes Esaias Nilson: August Ferdinand von Preußen

Johannes Esaias Nilson ist einer der wichtigsten Vertreter des Augsburger Stils, wie der (süddeutsche) Rokoko genannt wurde; er wird der Augsburger Schule zugerechnet. Im Dreigestirn der großen Augsburger Graphiker, zu dem neben Nilson auch Georg Philipp Rugendas (1666–1742) und Johann Elias Ridinger (1698–1767) gehören, ist er am spätesten geboren. Nilson arbeitete in der Hochzeit des Rokoko als Miniaturmaler, Zeichner und Kupferstecher.
Inhaltlich beschäftigte er sich mit Figurenbildern, Einzelgestalten, Dekorationsmotiven aller Art, Schäferszenen, Bauer- und Liebesspielen, Theaterszenen, Monatsbildern, Titelbildern, fiktiven Szenerien und allen Bereichen der Gebrauchsgrafik. Sein Stil kann als verspielt und rocaillelastig bezeichnet werden, ist grundsätzlich aber von einer strengen Linearität bestimmt.
Seine an Maß, Figuren und Differenzierung größte Arbeit ist die zeitgenössischen Darstellung der vielfach arbeitsteiligen Salzproduktion im polnischen Salzbergwerk Wieliczka. Dieses Werk von 1760 ist ein frühes Beispiel für die Darstellung der beginnenden Industrieproduktion in der Kunst und ein Zeugnis der Sozialgeschichte der Arbeit. Ein Exemplar dieses seltenen Blatts von Nilson ist unter anderem im Graphischen Kabinett der Kunstsammlungen Augsburg erhalten.
Nilson zeichnete in seinem Frühwerk vor allem mit Tusche auf Papier, wobei ihm die verunklärende Struktur des Pinsels im Sinne des Rokokostils sehr entgegenkam. Zeichenmaterialien, die eine klare Strichführung unterstützten, wie Rötel, Blei- oder Graphitstift, verwendete Nilson vor allem in seinem Spätwerk, das nach dem Stilwandel (etwa um 1770) zum Klassizismus entstand.
Im Bereich des Kupferstichs war Nilson einer der produktivsten Vertreter. Viele Keramikmanufakturen im Reich, darunter auch die Porzellanmanufaktur Meißen verwendeten Teile seines Stichwerks als Muster für ihre Produktion. Auch die als 'De Bloempot' bekannte Manufaktur in Rotterdam verwendete namentlich seine Stiche der 'Zwölf Monate' für eine Tableau-Serie. Als Gebrauchsgrafiker erstellte er Vorlagen für den alltäglichen Gebrauch, darunter Bucheinbände, Illustrationsfolgen und Exlibris, amtliche Druckgrafik wie Wappen, Siegel und Geldscheine, sowie Gelegenheitsgrafik wie Einladungen, Festprogramme, Glückwunschkarten, Werbeblätter, Speisekarten, Theaterplakate und Landkarten.
Um 1780 wandte er sich verstärkt der Buchillustration zu. So schuf er Vignetten zur ersten, anonym erscheinenden Auflage von Friedrich von Schillers  Räubern. Um 1783 zeichnete er eine vollständige Folge von Figurinen aller handelnden Personen für Maximilian Blaimhofers Schweden in Bayern, einem Drama, das am historischen Beispiel der Besetzung Landshuts durch die Truppen des Schwedenkönigs Gustav Adolf aufklärerische Tugenden wie Bürgersinn und Vernunft anpries.
Nach dem Ende der Kunstepoche des spielerischen Rokoko schloss sich Nilson dem Klassizismus an, der sich durch ein klares, von der Antike inspiriertes Formgut auszeichnete. Das wohl aussagekräftigste Bild des Künstlers ist der Entwurf zu einer Vase auf einem Monument (Städtische Kunstsammlungen Augsburg, Schaezlerpalais): Ein Vertreter des Rokoko, umgeben von antikisierenden Requisiten, zerreißt ein Blatt, betitelt mit „Muschelwerk“, dem graphischen Element der vorangegangenen Epoche.